# Diocesi di Uzali
La diocesi di Uzali (in latino Dioecesis Uzalensis) è una sede soppressa e sede titolare della Chiesa cattolica.

## Storia
Uzali, corrispondente alla città di El Alia (governatorato di Biserta) nell'odierna Tunisia, è un'antica sede episcopale della provincia romana dell'Africa Proconsolare, suffraganea dell'arcidiocesi di Cartagine.
Uzali è ricordata nel martirologio romano alla data del 16 maggio, giorno del martirio dei santi Felice e Gennadio durante la persecuzione all'epoca dell'imperatore Diocleziano all'inizio del IV secolo.
Diversi sono i vescovi documentati di questa diocesi africana. Saturnino è menzionato nel De civitate Dei di sant'Agostino e qualificato come sanctus vir et beatae memoriae. Evodio fu contemporaneo ed amico del santo di Ippona, che gli indirizzò alcune lettere in risposta alle lettere di Evodio; a lui si deve la costruzione di una memoria a santo Stefano, martire molto venerato a Uzali, e autore di diversi miracoli, documentati dal Liber de miraculis dello stesso Evodio. Non prese parte alla conferenza di Cartagine del 411, che vide riuniti assieme i vescovi cattolici e donatisti dell'Africa romana; era presente invece il suo avversario Felice. Sacconio prese parte al sinodo riunito a Cartagine dal re vandalo Unerico nel 484; in seguito venne esiliato in Corsica, ma riuscì a fuggire e a rifugiarsi a Costantinopoli. Infine sono noti altri due vescovi, Mustolo e Vittoriano, che presero parte rispettivamente al concilio cartaginese del 525 e al concilio lateranense del 649.
Dal XX secolo Uzali è annoverata tra le sedi vescovili titolari della Chiesa cattolica; dal 20 giugno 2025 il vescovo titolare è Germán Humberto Barbosa Mora, vescovo ausiliare di Bogotà.

## Cronotassi

### Vescovi
- Saturnino † (menzionato nel 388 circa)
- Evodio † (prima del 404 - dopo il 411)
  - Felice † (menzionato nel 411) (vescovo donatista)
- Sacconio † (prima del 484 - dopo il 485)
- Mustolo † (menzionato nel 525)
- Vittoriano † (menzionato nel 649)

### Vescovi titolari
- Edouard Leys, M.Afr. † (19 dicembre 1929 - 10 agosto 1945 deceduto)
- Gérard Wantenaar, M.H.M. † (8 gennaio 1948 - 3 dicembre 1951 deceduto)
- Giuseppe Pullano † (22 aprile 1953 - 2 agosto 1957 succeduto vescovo di Patti)
- Raimundo de Castro e Silva † (9 novembre 1957 - 2 agosto 1991 deceduto)
- Bernard Joseph Harrington (23 novembre 1993 - 4 novembre 1998 nominato vescovo di Winona)
- Felix Genn (16 aprile 1999 - 4 aprile 2003 nominato vescovo di Essen)
- Oscar Domingo Sarlinga (12 aprile 2003 - 3 febbraio 2006 nominato vescovo di Zárate-Campana)
- Edmundo Ponziano Valenzuela Mellid, S.D.B. (13 febbraio 2006 - 8 novembre 2011 nominato arcivescovo coadiutore di Asunción)
- Devair Araújo da Fonseca (10 dicembre 2014 - 11 novembre 2020 nominato vescovo di Piracicaba)
- Germán Humberto Barbosa Mora, dal 20 giugno 2025